# Школа «Анналів»
Школа «Анналів» (фр. École des Annales) — науковий напрямок в історичній науці, один з провідних дослідницьких напрямів у сучасній історичній науці, який виник у Франції та групувався навколо заснованого Марком Блоком і Люсьєном Февром журналу, що виходив під назвою «Аннали» (1929—1939), «Аннали соціальної та економічної історії» (Annales d'histoire, économique et sociale)(1939—1941), «Аннали соціальної історії» (Annales. Economies, sociétés, civilizations) (1941—1945), неперіодичні «Збірники соціальної історії»; «Аннали. Економіка. Суспільство» (1945—1994); з 1994 «Аннали. Історія, соціальні науки».
Прихильники школи «Анналів» наполягали на заміні класичної «історії-оповіді» «історією-проблемою». Це була така спроба відтворити «тотальну» історію, тобто історію, що описує всі існуючі в суспільстві зв'язки — економічні, соціальні, культурні тощо.

## Досягнення
В середовищі «Анналів», зокрема Емманюелем Ле Руа Лядюрі, була розроблена модель, що дозволила зрозуміти трансформацію економік і західноєвропейських суспільств у XVI—XVIII століттях, надавала суттєвого значення демографічній змінній: народжуваності та смертності.
Звідси поставали питання про фактори, які впливали на народжуваність та смертність, тобто:
- про сільськогосподарське виробництво, а отже про клімат, від якого воно значною мірою залежало,
- про санітарні умови, себто передовсім про епідемії,
- про нищівні для людності війни, які призводили до спустошення і голоду та сприяли поширенню інфекційних захворювань.
- про те, що Філіп Ар'єс окреслив як відношення до життя і відношення до смерті: до тіла, до сексу, до дитинства і старості, оскільки в кінцевому підсумку саме вони, особливо в мирні часи, великою мірою формують, хоча й опосередковано, народжуваність і смертність.

## Історія
У розвиткові школи анналів розрізняють кілька етапів, кожен з яких асоціюють з «поколінням» її розробників.
Зародження напряму проходило під впливом широкої критики позитивізму в історичній науці, розвитку соціологічних методів та структуралізму в суспільствознавчих дослідженнях. А. Берр на рубежі XIX та ХХ століть висунув ідею «культурно-історичного синтезу», наголосив на необхідності зближення історії з іншими галузями знань. Вважаючи головною вадою марксизму в історичній науці те, що той недооцінював вплив свідомості на розвиток суспільства, А. Берр, Марк Блок і Люсьєн Февр ініціювали становлення нових напрямів історичних розвідок. Серед головних внесків представників першого покоління школи анналів — широке запровадження в історико-антропологічні дослідження категорії ментальність. Люсьєн Февр значну увагу приділяв історико-економічному аналізові, вивчаючи взаємозв'язок між географічними та соціальними факторами розвитку людства.
Нові ідеї були підхоплені другим поколінням школи анналів. Фернан Бродель слідом за А. Берром запропонував так званий тотальний підхід до історії. Він розробив уявлення про тернарну систему «культура—соціум— економіка», що дало змогу вдало поєднати формаційну та цивілізаційну теорії, структурував історичний час на довготривалий — історія цивілізацій, середньотривалий — в межах соціально-економчної формації, та короткотривалий — час політичної історії, що дало можливість залучати до аналізу як історію подій, так і біографістику.
Третє покоління школи анналів Жорж Дюбі, Жак Ле Гофф та інші вирізняється особливою зацікавленістю питаннями колективної та індивідуальної свідомості в історії, що пов'язано з тогочасним впливом антропологічного структуралізму та постмодернізму в історичній науці.
З наближенням 70-річного ювілею журналу «Аннали» серед істориків школи розгорнулася широка дискусія про подальші напрями роботи, в ході якої сформувалося четверте покоління школи анналів — А.Буро, Роже Шартьє та інші, яке в 1990-ті роки висунуло ідею так званої спеціальної історії ментальностей. Вона досліджує вплив колективної свідомості на індивідуальну. Одночасно наголошується на необхідності повернення до тернарної моделі «глобальної історії» Ф.Броделя.
Особливістю школи анналів є відсутність догматизації форм і методів історичного пізнання, заклик до творчої розкутості в осмисленні історичного процесу. Під впливом школи анналів сформувалися такі напрями історичних досліджень, як «нова наукова історія», «нова економічна історія», «нова соціальна історія», кліометрія, «психоісторія», мікроісторія, неомарксистська історія, нарративістика та постмодернізм в історичній науці.
Знайомство радянських істориків, у тому числі й українських, з ідеями школи анналів розпочалося у 1930-ті роки, але до 1970-х років увага приділялася лише конкретним працям окремих її представників. Комплексне висвітлення напрацювань школи анналів започатковане М.Соколовою та Ю.Афанасьєвим на рубежі 1970—80-х років. Від 1980-х років ідеї школи анналів поширював А.Гуревич, який 1989 разом з Ю.Безсмертним започаткував в СРСР видання щорічника «Одиссей. Человек в истории».
В останні десятиріччя ідеї школи анналів набули поширення в Україні. Деякі важливі праці представників школи анналів перекладено українською мовою.

## Представники Школи анналів
- Люсьєн Февр (Lucien Febvre)
- Філіп Арьєс (Philippe Ariès)
- Марк Блок (Marc Bloch)
- Фернан Бродель (Fernand Braudel)
- Жорж Дюбі (Georges Duby)
- Жорж Лефевр (Georges Lefebvre)
- Жак ле Ґоф (Jacques Le Goff)
- Еманюель Ле Руа Ладюрі (Emmanuel Le Roy Ladurie)
- Ернест Лабрус (Ernest Labrousse)